# 마가야네스현

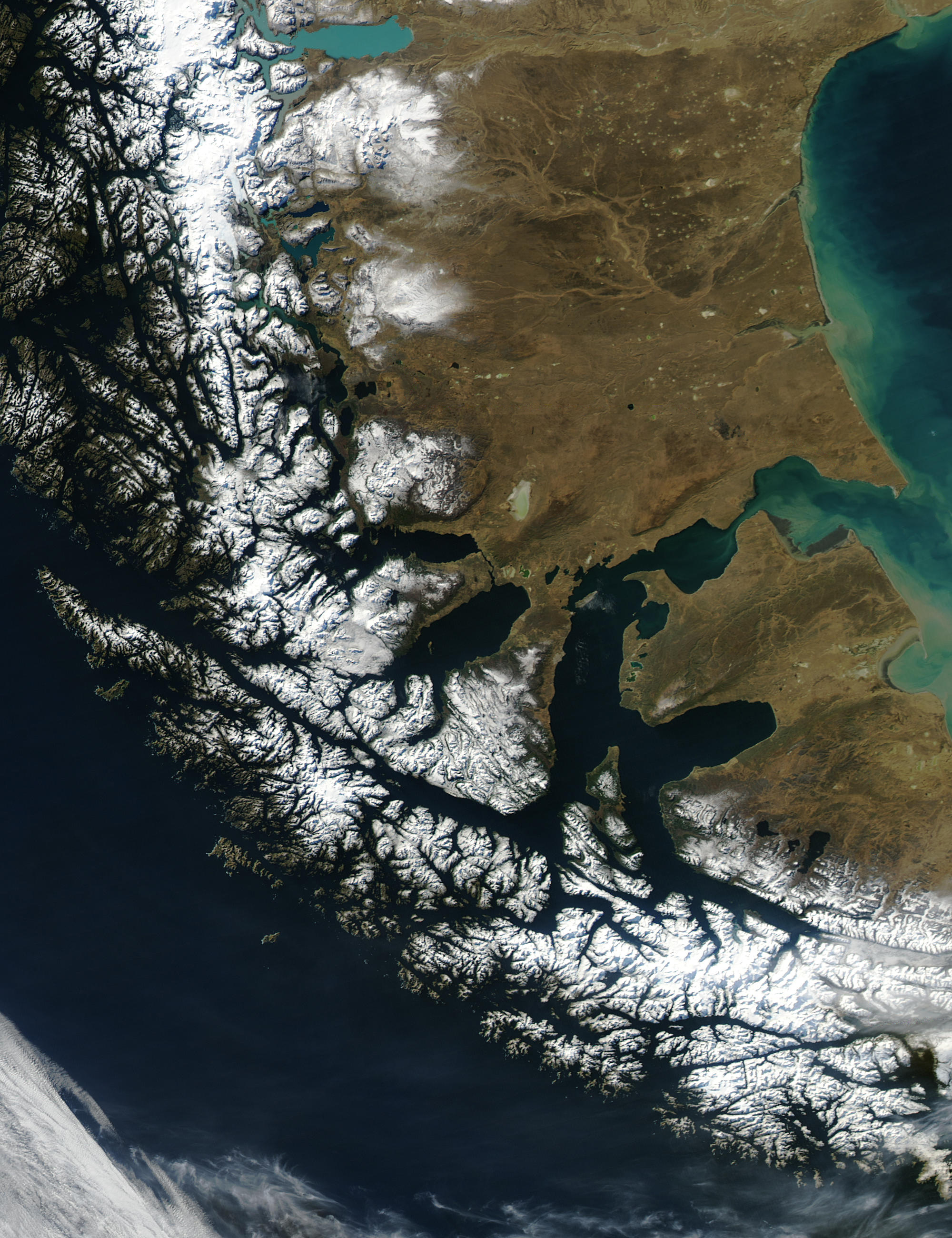

마가야네스현(스페인어: Provincia de Magallanes)은 칠레 마가야네스 이 안타르티카칠레나 주를 구성하는 4개의 현 가운데 하나로 현도는 푼타아레나스이며 면적은 36,400.8km2, 인구는 129,199명(2012년 기준), 인구 밀도는 3.5명/km2이다.